# Octaaf van Nispen tot Sevenaer
Jhr. Octave François Augustin Marie (Octaaf) van Nispen tot Sevenaer (Arnhem, 2 oktober 1867 – Wassenaar, 30 oktober 1956) was een Nederlands politicus en diplomaat.

## Loopbaan
Van Nispen van Sevenaer was een telg uit een katholiek Gelders adellijk geslacht. Hij was advocaat in Nijmegen en werd in 1901 voor het gelijknamige district tot Kamerlid gekozen. Hij was deskundig op het gebied van onder andere verkeer en Buitenlandse Zaken. Hij volgde in 1912 de CHU'er Van Bylandt op als Tweede Kamervoorzitter, vanwege kritiek op diens leiding. 
In 1915 werd hij benoemd tot gezant bij de paus. Dit gezantschap was in 1870 opgeheven toen de paus zijn wereldlijk gezag over Rome verloor, maar werd in verband met de Wereldoorlog tijdelijk hersteld. Het Vaticaan was in die jaren een luisterpost waar het neutrale Nederland waardevolle informatie kon verzamelen en contacten kon leggen.
In augustus 1918 werd Van Nispen tot Sevenaer naar Den Haag ontboden in verband met de kabinetsformatie. De rooms-katholieken waren bij de Kamerverkiezingen van 3 juli veruit de grootste fractie geworden, en hun leider Willem Hubert Nolens was kabinetsformateur. Maar als priester kwam hij niet in aanmerking om minister-president te worden, en de door hem naar voren geschoven Ruys de Beerenbrouck viel niet goed bij de protestanten. De hele formatie lag twee weken stil terwijl Van Nispen zich door het oorlogvoerende Europa naar Den Haag begaf. Eenmaal aangekomen in de werkkamer van koningin Wilhelmina maakte hij aan alle verwachtingen snel een eind: hij verzocht wegens een hartaandoening de functie niet te hoeven aanvaarden. Hij zou overigens met zijn hartkwaal zeer oud worden.
Hij keerde terug naar Rome, waar het gezantschap ook na de wereldoorlog stilzwijgend werd gehandhaafd. In 1926 na de Nacht van Kersten met het SGP-amendement tot schrapping van de gelden voor het gezantschap kwam een einde aan zijn Romeinse jaren. Hij bleef daarna actief als diplomaat. Hij was gevolmachtigd minister laatstelijk in Brussel. 
Hij was getrouwd met jkvr. Mathilde Marie Eulalia Serraris (1870-1964), lid van de familie Serraris. Het huwelijk bleef kinderloos.
- Biografisch Portaal: 25924018
- Digitale Bibliotheek voor de Nederlandse Letteren: nisp035
- Parlement.com: vg09ll3nswy4